# Symphonie no 5 de Hanson
Pour les articles homonymes, voir Symphonie no 5.
Sinfonia Sacra
La Symphonie no 5 « Sinfonia Sacra » op. 43 est une symphonie composée par Howard Hanson en 1954.

## Historique
L'œuvre peut être interprétée en moins de quinze minutes et cependant contient tous les éléments d'une symphonie. Elle répond au souci de simplicité que Hanson souhaitait. Plus tard, il a expliqué que son inspiration était basée sur les sentiments que lui inspirait l'histoire de la résurrection de Jésus comme elle est décrite dans l'Évangile selon Jean. Malgré tout ce n'est pas une musique à programme mais plutôt une suite d'impressions.
La symphonie contient trois parties distinctes :
- la première partie est un adagio avec les cuivres et les cordes ;
- la partie 2 avec des enchaînements d'accords ;
- la partie 3 avec un choral occupant la coda.

La symphonie a été créée par l'Orchestre de Philadelphie sous la direction d'Eugene Ormandy le 18 février 1955.